# Parlamentsvalet i Federala staten Nya Ryssland 2014
Parlamentsvalet i Federala staten Nya Ryssland 2014 blev genomfört 2 november, veckan efter parlamentsvalet i Ukraina. Då valdes parlament och presidenter för Folkrepubliken Donetsk och Folkrepubliken Lugansk. Inga utländska observatörer från etablerade organisationer övervakade valet. Observatörerna kom från en nyskapad organisation, ASCE, som i huvudsak bestod av europeiska ytterhögerpolitiker.

## Valet
Valet ordnades i de delvis separatistkontrollerade Donetsk och Luhansk oblast, områden där sporadiska strider pågick och genom en valprocess som enligt västliga bedömare inte höll måttet för internationella krav på ett öppet och fritt val. Två månader innan valet fanns ännu inte någon lagstiftning för valen. Dessutom erkänns den självutropade Federala staten Nya Ryssland inte internationellt, då området erkänns som en del av Ukraina. Det enda landet som hittills erkänt Nya Rysslands självständighet är Sydossetiska republiken, vilken själv endast erkänns av ett fåtal stater.
Ukrainas parlament föreslog, som ett resultat av eldupphöravtalet i Minsk den 5 september, att Donetsk och Luhansk oblast skulle få partiell autonomi för tre år. Det har från Ukrainsk sida föreslagits att lokalval hålls 9 november eller 7 december 2014, men man saknar den kontroll över området som behövs för att genomföra dessa val.

## Valresultat
Aleksandr Zachartjenko fick över 80 procent av rösterna i Folkrepubliken Donetsks presidentval. Den förre sovjetiske officeren Igor Plotnitskij vann samma val i Folkrepubliken Luhansk med över 60 procent av rösterna.

### Folkrepubliken Donetsk

#### Presidentvalet

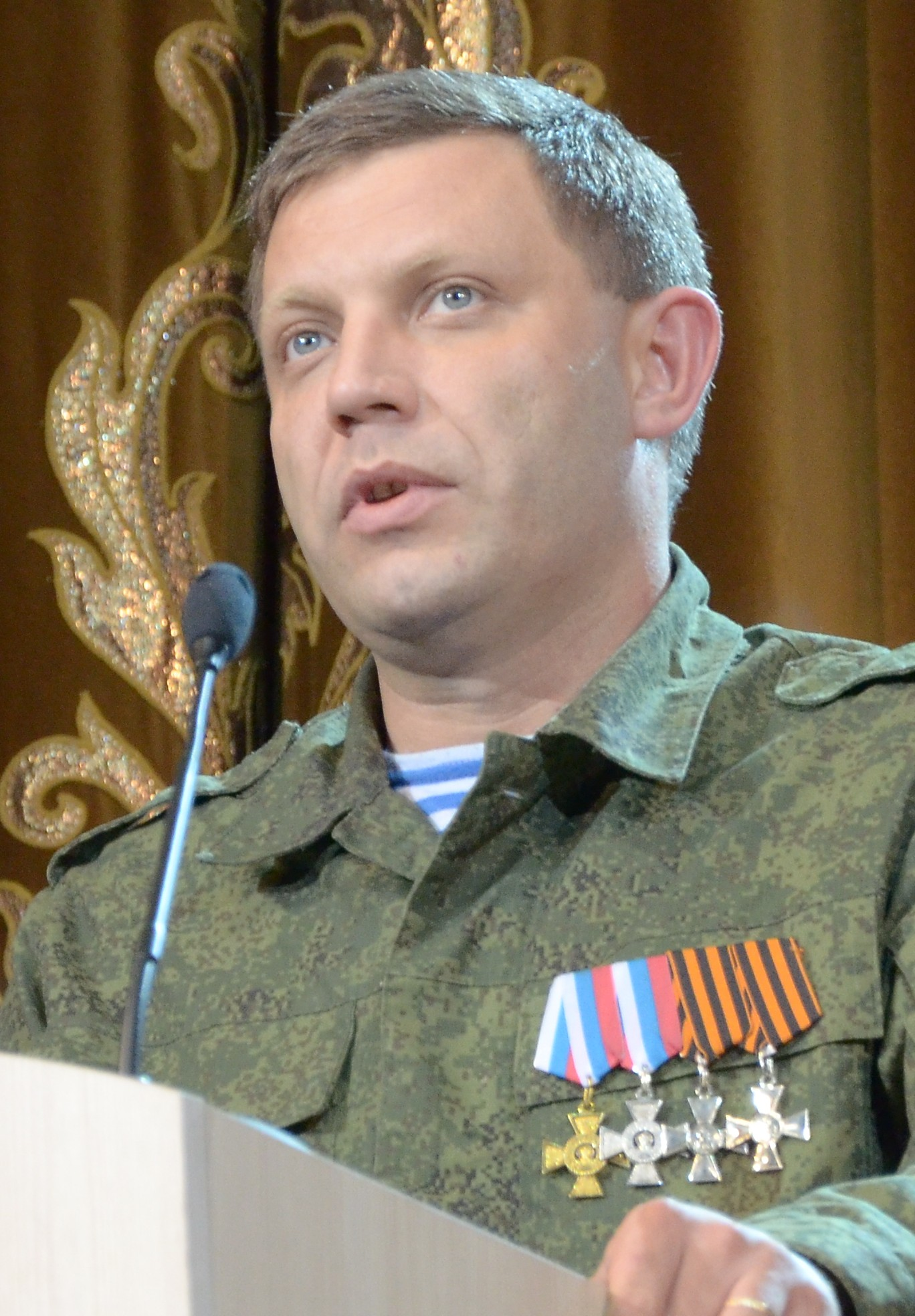
Aleksandr Zachartjenko

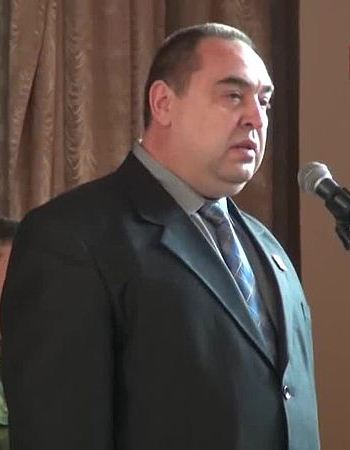
Igor Plotnitskij

|                              | Aleksandr Zachartjenko | Donetsk Republic       | 765,340   | 78.93 |
|                              | Alexander Kofman       |                        | 111,024   | 11.45 |
|                              | Yuri Sivokonenko       |                        | 93,280    | 9.62  |
| Ogiltiga/blanka röster       | Ogiltiga/blanka röster | Ogiltiga/blanka röster | 43,038    |       |
| Totalt                       | Totalt                 | Totalt                 | 1,012,682 |       |
| Registrerade röster/resultat |                        |                        |           |       |
| Källa: Pravda, RussiaToday   |                        |                        |           |       |

#### Parlamentsvalet
| Parti                        | Parti            | Ledare | Platser | Röster  | %     |
| ---------------------------- | ---------------- | ------ | ------- | ------- | ----- |
|                              | Donetsk Republic |        |         | 662,752 | 68.35 |
|                              | Free Donbass     |        |         | 306,892 | 31.65 |
| Ogiltiga/blanka röster       |                  |        |         |         |       |
| Totalt                       | Totalt           | Totalt |         |         | 100   |
| Registrerade röster/resultat |                  |        |         |         |       |
| Källa: Pravda                |                  |        |         |         |       |

### Folkrepubliken Lugansk

#### Presidentvalet
|                               | Igor Plotnitskij  | Fred för Lugansk Regionen |  | 63.08 |
|                               | Oleg Akimov       |                           |  | 15.12 |
|                               | Viktor Penner     |                           |  | 10.08 |
|                               | Larisa Airapetyan |                           |  | 7.28  |
| Ogiltiga/blanka röster        |                   |                           |  |       |
| Totalt                        |                   |                           |  |       |
| Registrerade röster/resultat  |                   |                           |  |       |
| Källa: Folkrepubliken Lugansk |                   |                           |  |       |

#### Parlamentsvalet
| Part                          | Part                      | Ledare | Platser | Röster | %      |
| ----------------------------- | ------------------------- | ------ | ------- | ------ | ------ |
|                               | Fred för Lugansk Regionen |        |         |        | 69,42% |
|                               | Lugansk ekonomiska Union  |        |         |        | 22.23  |
|                               | Folkets Union             |        |         |        | 3.85   |
| Ogiltiga/blanka röster        |                           |        |         |        |        |
| Totalt                        | Totalt                    | Totalt |         |        | 100    |
| Registrerade röster/resultat  |                           |        |         |        |        |
| Källa: Folkrepubliken Lugansk |                           |        |         |        |        |